# 한가람로
한가람로는 서울특별시 송파구의 간선도로로, 올림픽대로의 남쪽을 달리는 도로이다. 잠실엘스아파트, 잠실리센츠 아파트, 잠실주공5단지의 뒤편을 지나며 길이 끊긴 뒤 서울아산병원에서 다시 시작 후 천호대교 남단까지 이어진다

## 논란
- 제2롯데월드와 관련하여 송파구에서는 신천동 장미아파트 뒷쪽도 연결하려고 추진하고 있다.[1] 현재 해당 부지는 체육시설로 되어있으며 신천동 장미아파트 주민들은 이에 반대하고 있다.